# Nick Verschuren
Nick Verschuren (Amsterdam, 13 januari 2005) is een Nederlands voetballer die doorgaans speelt als verdediger. Hij staat onder contract bij Ajax en is verhuurd aan FC Volendam.

## Clubcarrière
Verschuren werd gescout door Ajax bij het Amsterdamse ASV Fortius. Op 18 augustus 2023 kreeg hij zijn eerste profcontract aangeboden. Hij maakte zijn debuut in het betaald voetbal op 20 oktober 2023, in een met 4-0 verloren wedstrijd tegen FC Dordrecht. Hij speelde de hele wedstrijd. Sinds het begin van het seizoen 2024/25 is Verschuren regelmatig aanvoerder van het belofte-elftal.
Op 4 december 2024 mocht Verschuren voor het eerst plaatsnemen op de bank bij Ajax 1, tegen FC Utrecht (2-2). Hij kwam niet in actie.

## Statistieken
| Seizoen | Club          | Competitie     | Competitie | Competitie | Beker | Beker | Overig | Overig | Totaal | Totaal |
| Seizoen | Club          | Competitie     | Wed.       | Dlp.       | Wed.  | Dlp.  | Dlp.   | Dlp.   | Wed.   | Dlp.   |
| ------- | ------------- | -------------- | ---------- | ---------- | ----- | ----- | ------ | ------ | ------ | ------ |
| 2023/24 | Jong Ajax     | Eerste divisie | 16         | 0          | 0     | 0     | 0      | 0      | 16     | 0      |
| 2024/25 | Jong Ajax     | Eerste divisie | 26         | 0          | 0     | 0     | 0      | 0      | 26     | 0      |
| 2025/26 | → FC Volendam | Eredivisie     | 0          | 0          | 0     | 0     | 0      | 0      | 0      | 0      |
| Totaal  |               |                | 42         | 0          | 0     | 0     | 0      | 0      | 42     | 0      |

Bijgewerkt op 17 maart 2025.